# ديفيد ليزلي (لاعب اتحاد الرغبي)
ديفيد ليزلي (بالإنجليزية: David Leslie)‏ هو لاعب اتحاد الرغبي بريطاني، ولد في 14 أبريل 1952 في دندي في المملكة المتحدة.

## وصلات خارجية
- ديفيد ليزلي عل موقع إسبنسكروم (الإنجليزية)